# Schaerbeek
Schaerbeek în franceză sau Schaarbeek în neerlandeză (ambele sunt denumiri oficiale) este una din cele 19 comune din Regiunea Capitalei Bruxelles, Belgia. Este situată în partea de nord-est a aglomerației Bruxelles, și se învecinează cu comunele Bruxelles, Saint-Josse-ten-Noode, Evere, Etterbeek și Woluwe-Saint-Lambert.
Schaerbeek este compus din numeroase cartiere în general foarte populare și cosmopolite. În partea din vest a comunei, situată în apropierea căilor ferate din nordul capitalei, se găsește o puternică comunitate turcă  și marocană. Partea de est a comunei este considerată o locație mai selectă datorită situării acesteia în apropierea instituțiilor Uniunii Europene, a aeroportului și a centrului financiar din nordul Bruxelles-ului. 
Comuna conține câteva locuri interesante cum ar fi parcul Josaphat, primăria (construită în 1887 de către Jules-Jacques Van Ysendijck), biserica Sainte-Marie, casa artelor Maison des Arts, și numeroase case construite în stil art nouveau și art deco. Casa Autriche, este chiar prima casă construită de Victor Horta în regiunea Bruxelles-ului.

## Locuitori celebri
- Jacques Brel, cântăreț belgian celebru (1929-1978)
- Paul-Henri Spaak, politician (1899-1972)
- René Magritte, pictor suprarealist (1898-1967)
- Paul Deschanel, politician francez și președinte al Franței (1855-1922)
- Michel de Ghelderode, scriitor (1898-1962),
- Roger Somville, pictor (n. 1923)
- Jean Roba, autor de benzi desenate (1930-2006)
- Claude Coppens, pianist și compozitor (n. 1936)
- Alain Hutchinson, politician (n. 1949)
- Daniel Ducarme, politician (b. 1954)

## Orașe înfrățite
- Houffalize, Belgia, din 1952;
- Québec, Canada, din 1976;
- Vicovu de Sus, România, din 1989;
- Anyang, China, din 1985,
- Dardania, Pristina, Kosovo, din 1999;
- Prairie Village, Kansas, SUA, din 2000;
- Al-Hoceima, Maroc, din 2003;
- Beyoğlu, Turcia, din 2004;

1. ↑  Totale oppervlakte volgens het Kadasterregister, België, gewesten en provincies (în neerlandeză), Algemene Directie Statistiek[*]